# Королево (Руднянский район)
Королево — деревня в Руднянском районе Смоленской области России. Входит в состав Казимировского сельского поселения. Население — 1 жителей (2007 год). 
Расположена в западной части области в 8 км к юго-востоку от Рудни, в 8 км южнее автодороги А141 Орёл — Витебск, на берегу реки Малая Березина. В 5 км севернее деревни расположена железнодорожная станция О.п. 450-й км на линии Смоленск — Витебск.

## История
В годы Великой Отечественной войны деревня была оккупирована гитлеровскими войсками в июле 1941 года, освобождена в октябре 1943 года.